# ديفيد جيه ستيفنسون
ديفيد جيه ستيفنسون (بالإنجليزية: David J. Stevenson)‏ (و. 1948 – م) هو عالم فلك من نيوزيلندا . وهو عضواً في الجمعية الملكية، والأكاديمية الوطنية للعلوم .

## التعليم
تعلم في جامعة كورنيل

## جوائز
حصل على جوائز منها:
- زميل في الجمعية الملكية.